# Catalogo di fotometria fotoelettrica UBV
Il Catalogo di fotometria fotoelettrica UBV o UBV M (in inglese: UBV Photoelectric Photometry Catalogue), è il catalogo di luminosità stellare conforme al sistema fotometrico UBV sviluppato dall'astronomo Harold Johnson.
La prima edizione del 1968 di Blanco, a volte indicata semplicemente come "Catalogo Fotoelettrico" o UBV, fu sostituita dall'edizione di Mermilliod UBV M nel 1987 e ampliata nel 1993. Man mano che il problema di estinzione atmosferica associato al sistema fotometrico UBV è diventato evidente, il catalogo di fotometria fotoelettrica UBV è stato gradualmente eliminato nel 2000.